# Nathebachtal

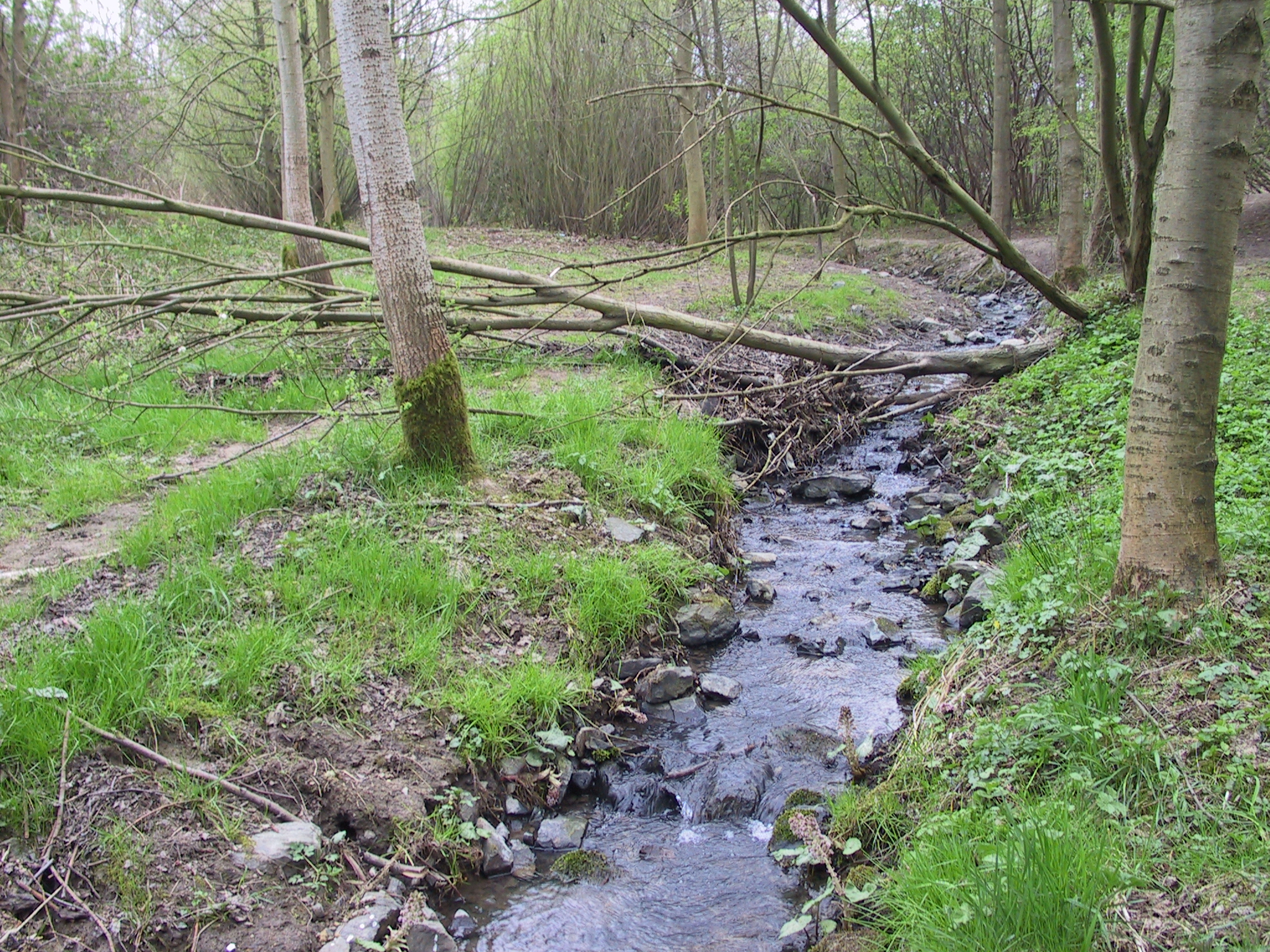
Nathebach Aufnahme von 2002

Nathebachtal um 1930, noch ohne Baumbewuchs. Das Bild zeigt nahezu die Stelle im Tal, an der das darüber stehende Foto aufgenommen wurde.

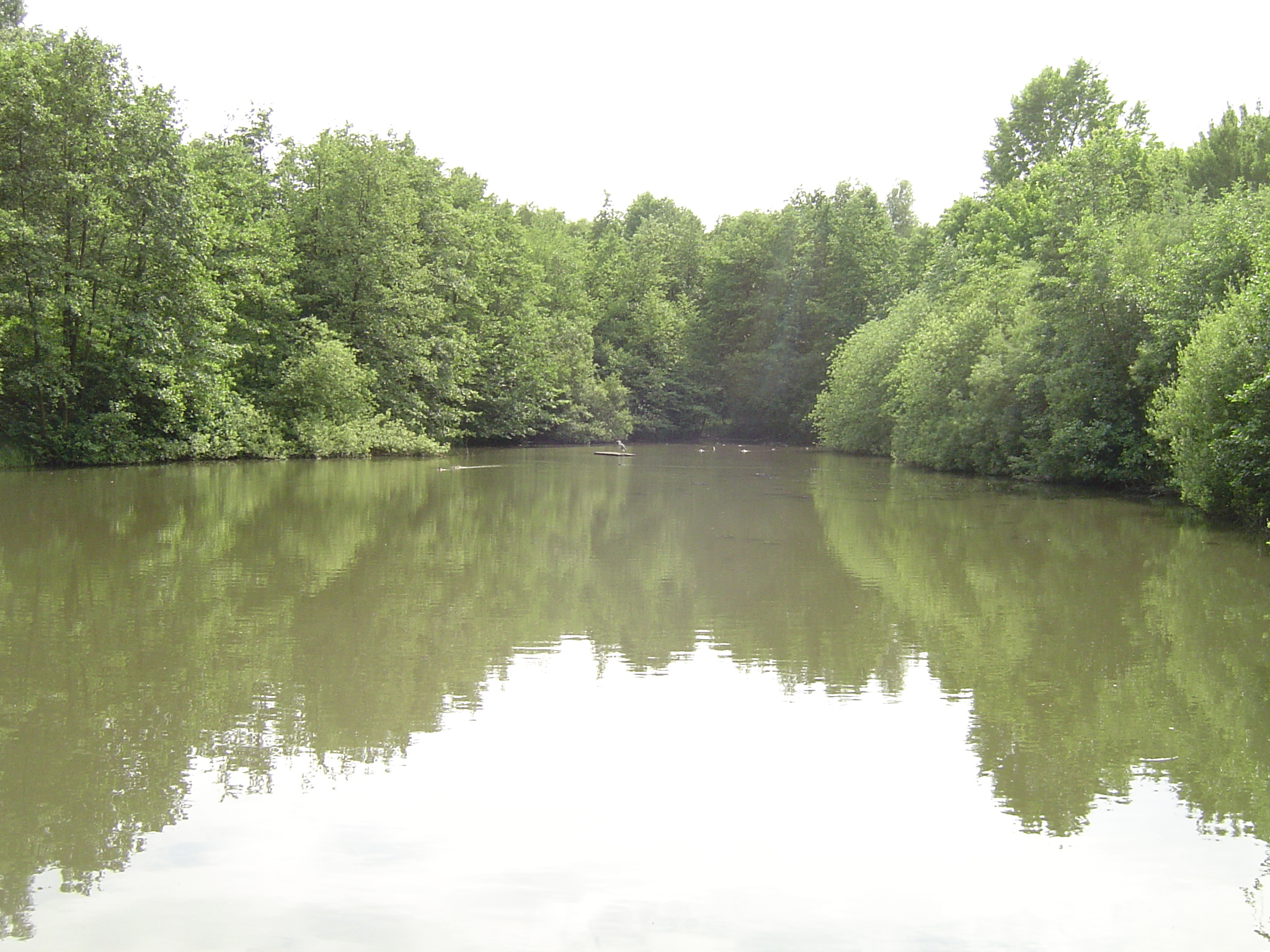
Stausee im Nathebachtal

Das Nathebachtal liegt im Dortmunder Stadtteil Aplerbecker Mark in Nordrhein-Westfalen. Es ist nach dem dort verlaufenden Nathebach benannt.

## Beschreibung
Das etwa acht Hektar große Gebiet ist ein typisches Quellbachtal mit Wald und ungedüngten Feuchtwiesen. Es beginnt an den Höhen des Schwerter-/Aplerbecker Waldes an der Grenze der Dortmunder Stadtteile Berghofen und Aplerbecker Mark rund um die dortige Quelle des Nathebaches und zieht sich in Richtung Norden bis zum aufgestauten Regenrückhaltebecken im Osterbruch hin. Der Wasserstand im Bach ist stark von Niederschlägen abhängig. Am Rande des Gebietes gibt es einige trockene Schafsweiden, auf denen seltene und geschützte Arten wachsen. Ansonsten beherbergt es viele Amphibien-, Libellen-, Insekten- und Vogelarten. Die Amphibienarten laichen in den zahlreichen Tümpeln im Nathebachtal wie auch in den Tümpeln im Aplerbecker Wald. Für sie wurde 2002 die Aplerbecker Waldstraße für den Durchgangsverkehr gesperrt beziehungsweise ein Amphibientunnel gebaut. Teile des Bachtals sind im Biotopkataster des LANUV als schutzwürdiges Biotop beschrieben.
In den 1980er Jahren wurde der in den 1970er Jahren mit Betonsohlen begradigte Bachlauf durch die Emschergenossenschaft, die Stadt Dortmund und engagierte Anwohner renaturiert, unmittelbarer Anlass waren Hochwasser im Stadtteil gewesen. Seit 1991 hat der Sauerländische Gebirgsverein die Patenschaft über das Bachtal übernommen, er bietet auch Wanderungen auf dem dort vorbeiführenden Aplerbecker Rundweg an.
Im Bereich der im Nathebachtal liegenden Gurlittstraße befindet sich der planimetrisch festgestellte Mittelpunkt von Nordrhein-Westfalen.